# Hypsoblennius paytensis
Hypsoblennius paytensis är en fiskart som först beskrevs av Steindachner, 1876.  Hypsoblennius paytensis ingår i släktet Hypsoblennius och familjen Blenniidae. IUCN kategoriserar arten globalt som livskraftig. Inga underarter finns listade i Catalogue of Life.